# Trifurcula peloponnesica
Trifurcula peloponnesica là một loài bướm đêm thuộc họ Nepticulidae. Up to now only known with certainty from Peloponnesus in Hy Lạp. In Corse, mines have been found that could very well belong to this species.
Sải cánh dài 4.6–5.7 mm đối với con đực và 4.9–5.3 mm đối với con cái.
Ấu trùng ăn Anthyllis hermanniae. The mine the leaves of their host plant. 